# Colobometra
Colobometra is een geslacht van haarsterren, en het typegeslacht van de familie Colobometridae.

## Soorten
- Colobometra arabica A.H. Clark, 1937
- Colobometra discolor A.H. Clark, 1909
- Colobometra perspinosa (Carpenter, 1881)
- Colobometra suavis (A.H. Clark, 1908)